# Nulpuntsenergie
De nulpuntsenergie van een kwantummechanisch systeem is de energie van zijn grondtoestand. Zij is het gevolg van het onzekerheidsprincipe van Heisenberg, dat voorschrijft dat de impuls en de positie van een deeltje niet tegelijkertijd precies bepaald kunnen worden. De nulpuntsenergie werd al eerder in 1913 voorgesteld door Albert Einstein en Otto Stern.

## Kwantumfysische oscillator
Een kwantumfysische harmonische oscillator heeft het energiespectrum: 
{\displaystyle E_{n}=\hbar \omega (n+{\tfrac {1}{2}})},
waarin {\displaystyle \hbar } de constante van Dirac is en ω = 2πf de hoeksnelheid van de oscillator. Ook in de laagste energietoestand, de grondtoestand met n = 0 bestaat er daardoor een energie die ongelijk is aan nul:
{\displaystyle E_{0}={\tfrac {1}{2}}\hbar \omega }.

## Absolute nulpunt
De nulpuntsenergie is daardoor ook de energie van een systeem bij het absolute nulpunt (0 K = −273,15 °C). Hoewel het duidelijk lijkt dat bij voortgaande afkoeling de bewegingen van de atomen 'bevriezen', blijft er toch nog een kwantumfysische restbeweging over. Dit is de nulpuntsenergie. Deze nulpuntsenergie is niet direct thermisch te meten, doordat alleen temperatuurverschillen bepaald kunnen worden. Indirect kan de nulpuntsenergie echter aangetoond worden door het vergelijken van bepaalde kenmerken van isotopen. Het directe experimentele bewijs kon in 1928 geleverd worden door het bepalen van de temperatuuronafhankelijkheid van de interferentie van röntgenstraling (of X-straling).

## Vacuümenergie
In een speciaal geval van de kwantumveldentheorie heet de nulpuntsenergie vacuümenergie, omdat ze de energie van de lege ruimte beschrijft. Volgens de kwantummechanica bestaat er door de onzekerheidsrelatie van Heisenberg zelfs in het absolute vacuüm altijd een kans op het spontaan verschijnen van deeltjes-antideeltjes. Deze vernietigen elkaar dan weer (annihilatie), waarbij twee fotonen ontstaan. Door het aantonen van het casimireffect is het bestaan van deze virtuele deeltjes-antideeltjes/fotonen inmiddels bewezen.
Op kosmologische schaal is de vacuümenergie een belangrijke, vormende factor. Zij zou de inflatie van het jonge heelal veroorzaakt hebben (een exponentiële uitdijing gedurende een zeer korte tijd). De inflatietheorie loste zowel het horizonprobleem als het vlakheidsprobleem op. Recente waarnemingen aan een bepaalde soort supernova (type Ia die altijd dezelfde lichtkracht heeft) suggereren dat ons heelal niet statisch is en in de toekomst ook niet zal inkrimpen, maar juist steeds sneller zal uitdijen. Ook hier wordt als mogelijke oorzaak weer aan het "valse vacuüm" (ofwel de vacuümenergie) gedacht. Volgens sommige theoretici is de vacuümenergie hetzelfde als de 'donkere energie' die recentelijk gepostuleerd wordt om de versnelde uitdijing van het heelal te verklaren.

## Toepasbaarheid
Theoretische berekeningen van de nulpuntsenergie leveren sterk uiteenlopende waarden op, van enkele gigajoule per m3 tot de onvoorstelbare hoeveelheid van 10116 joule per m3. Met dat laatste getal zou de nulpuntsenergie van een kubieke centimeter vacuüm genoeg zijn om de gehele Melkweg te laten "verdampen". Volgens sommige onderzoekers is de nulpuntsenergie in theorie af te tappen, maar de meerderheid van de natuurkundige gemeenschap betwijfelt dit. Energie kan alleen gewonnen worden als die van een hogere naar een lagere toestand stroomt. En – voor zover we nu weten – is nulpuntsenergie de laagste energietoestand die een systeem kan hebben.
Toch heeft de suggestie van het 'vrij kunnen maken' van energie uit een vacuüm de aandacht getrokken van amateuruitvinders en pseudowetenschappers. Veel plannen voor vrije-energiegeneratoren zijn reeds gepresenteerd. Ten gevolge van al deze aandacht en de intrigerende theoretische uitleg, is het concept van nulpuntsenergie een eigen leven gaan leiden in de populaire cultuur, waar het opduikt in sciencefictionverhalen, spelletjes en films.